# Goodenia pilosa
Goodenia pilosa är en tvåhjärtbladig växtart. Goodenia pilosa ingår i släktet Goodenia och familjen Goodeniaceae.

## Underarter
Arten delas in i följande underarter:
- G. p. chinensis
- G. p. pilosa